# Tobias Reichmuth
Tobias Reichmuth (* 13. November 1978 in Liestal) ist ein Schweizer Unternehmer. Seit 2020 fokussiert er sich mit dem von ihm mitgegründeten Inkubator Maximon auf den auf Aufbau von Unternehmen im Kontext der wissenschaftlich unterstützten Langlebigkeit (Longevity) und der Zellverjüngung. 2023 wurde er in die Liste der 300 reichsten Schweizer aufgenommen.
Mit der von ihm gegründeten Vermögensverwaltungsgesellschaft SUSI Partners AG hat er sich auf Infrastrukturinvestitionen im Kontext der Energiewende spezialisiert. SUSI Partners hat bis 2019 Investitionen in Höhe von mehr als einer Milliarde Schweizer Franken getätigt.
Reichmuth ist Mitgründer der Crypto Finance AG, welche 2021 an die Deutsche Börse Gruppe zu einem 9-stelligen Betrag verkauft wurde, von The Singularity Group und der Crypto Finance Conference, welche er initiiert hat. Bekannt ist er für seine Teilnahme als einer der «Löwen» bei der TV-Sendung Die Höhle der Löwen Schweiz auf TV24 und 3+.
Seit 2014 investiert er in nachhaltige Wohnbauten in der Schweiz, seit 2022 auch im nördlichen Norwegen.

## Karriere
Sein erstes Unternehmen im Bereich Employer Branding führte Reichmuth bereits während seines Studiums der Betriebswirtschaft an der Universität St. Gallen. Danach war er als Strategieberater bei The Boston Consulting Group tätig. Von 2006 bis 2008 reiste Reichmuth in zwei Jahren um die Welt und sammelte Geld für SOS-Kinderdorf. 2012 erlangte er den akademischen Grad Dr. rer. pol. an der European Business School in Oestrich-Winkel.
Nach seiner Rückkehr im Jahr 2009 gründete er SUSI Partners AG, ein Schweizer Asset-Management-Unternehmen, das auf Investments im Bereich Energiewende-Infrastruktur (Erneuerbare Energie, Energieeffizienz, Energiespeicherlösungen) spezialisiert ist. Er führte das Unternehmen bis Ende 2019 als CEO. Außerdem ist Tobias Reichmuth Verwaltungsratsvorsitzender und Mitgründer der Crypto Finance AG, einer Finanztechnologie-Holding mit Sitz in Zug, und Verwaltungsrat von The Singularity Group, einem Asset-Manager in Zürich.

## Auszeichnungen
Tobias Reichmuth wurde beim Gotthard-Symposium 2013 als Young Sustainable Leader ernannt.

## Die Höhle der Löwen Schweiz
Reichmuth ist in der seit 21. Mai 2019 von TV24 und 3+ ausgestrahlten TV-Produktion «Die Höhle der Löwen Schweiz» neben Roland Brack, Anja Graf, Bettina Hein, Patrick Mollet, Lukas Speiser und Jürg Schwarzenbach einer der Investoren.

## Publikationen
- als Hg.: Die Finanzierung der Energiewende in der Schweiz. Verlag Neue Zürcher Zeitung, Zürich 2014.
- mit Collin Ewald: Ten simple rules for building a successful science start-up[20]. PLoS Comput Biol. 2022 Apr; 18(4): e1009982.